# Plasselb
Plasselb (toponimo tedesco; in dialetto locale Planasiva) è un comune svizzero di 1 048 abitanti del Canton Friburgo, nel distretto della Sense.

## Storia
Il 1º gennaio 1971 ha inglobato il comune soppresso di Neuhaus.

## Monumenti e luoghi d'interesse

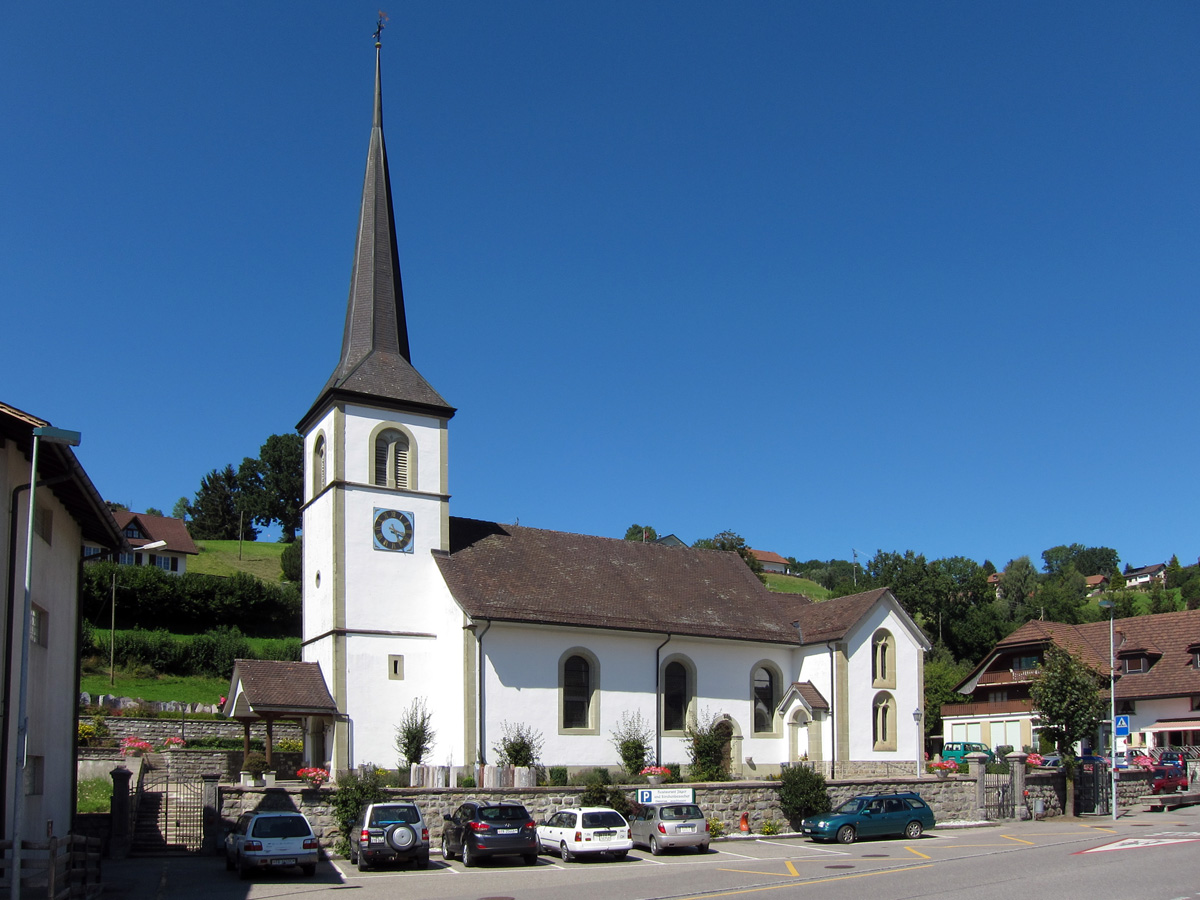
La chiesa cattolica di San Martino

- Chiesa cattolica di San Martino, eretta nel 1720 e ricostruita nel XIX secolo[1].

## Società

### Evoluzione demografica
L'evoluzione demografica è riportata nella seguente tabella:
Abitanti censiti

## Amministrazione
Ogni famiglia originaria del luogo fa parte del comune patriziale che ha la responsabilità della manutenzione di ogni bene comune.